# ロナルド・アラウホ
- ロナルド・アラウーホ
- ロナルド・アラウージョ

ロナルド・アラウホ（Ronald Araújo，1999年3月7日 - ）は、ウルグアイ・リベラ出身のプロサッカー選手。ラ・リーガ・FCバルセロナ所属。ウルグアイ代表。ポジションはディフェンダー。

## 経歴

### クラブ

#### レンティスタス
ブラジル人の母親のもとリベラで生まれたアラウホは、地元のクラブであるウラカン・デ・リベラのCAレンティスタスに加入した。2016年9月24日、セグンダ・ディビシオン・プロフェシオナルのタクアレンボー戦でプロデビュー。 
2016年12月9日、セントラル・エスパニョール戦でプロ初ゴールを挙げた。2017シーズンにはレギュラーに定着し、2017年6月17日にヴィラ・エスパニョーラFC戦でハットトリックを達成した。

#### ボストン・リーベル
2017年7月28日、プリメーラ・ディビシオンのボストン・リーベルに移籍した。9月18日、エル・タンケ・シスレイ戦でマキシミリアーノ・シガレスとの交代で出場し、デビューを果たした。 

#### バルセロナ
2018年8月29日、5年契約でバルセロナに移籍し、リザーヴチームの所属となった。移籍金は170万ユーロ（ボーナス込みで350万ユーロ）、契約解除金は1億ユーロ（トップチームに昇格した場合は2億ユーロ）に設定された。 
2019-20シーズンには、サミュエル・ユムティティの負傷とクレマン・ラングレの出場停止というセンターバックの人員不足を受けて、2019年10月6日、セビージャ戦でトップチームに召集され、後半73分にジャン＝クレール・トディボとの交代でトップチームでの初出場を飾った。 初出場でも落ち着いたプレーを見せるも、87分にディフェンスライン裏に抜け出したハビエル・エルナンデスをペナルティーエリア手前で倒してしまい、レッドカードを提示され一発退場となった。
2022年4月26日、バルセロナと2026年までの契約延長に合意。契約解除金は10億ユーロとなった。
バルセロナではチーム事情（特にジュール・クンデとの兼ね合い）により、本職のセンターバックではなく右サイドバックを務めることもあり、その起用に不満を示すこともあったが、一方で「アラウホの攻撃能力はサイドでも機能する」「対峙する強力なサイドアタッカーへの対策として有効」といった見解もある。

### 代表
2017年からウルグアイの世代別代表に選出され、FIFA U-20ワールドカップでは3試合に先発出場し1ゴールを挙げた。
2020年3月にFIFAワールドカップ予選に臨むウルグアイ代表から初招集を受け、10月13日に行われた同予選のエクアドル戦に先発出場してウルグアイ代表デビューを果たしたが、試合には2-4で敗れた。
その後の自身初のメジャー大会となったコパ・アメリカ2021では筋肉の負傷、続く2022 FIFAワールドカップは右太もも長内転筋断裂による手術からの回復が間に合わず、チームはグループステージで敗退するなど、代表キャリアでは不遇の時期が続いている。
2023年11月16日、FIFAワールドカップ予選のアルゼンチン戦で代表初ゴールを記録した。
2024年6月8日、コパ・アメリカに出場するウルグアイ代表メンバーに選出された。

## 個人成績

### クラブ
| 国内大会個人成績 | 国内大会個人成績   | 国内大会個人成績 | 国内大会個人成績 | 国内大会個人成績 | 国内大会個人成績 | 国内大会個人成績 | 国内大会個人成績 | 国内大会個人成績 | 国内大会個人成績 | 国内大会個人成績 | 国内大会個人成績 |
| 年度             | クラブ             | 背番号           | リーグ           | リーグ戦         | リーグ戦         | リーグ杯         | リーグ杯         | オープン杯       | オープン杯       | 期間通算         | 期間通算         |
| 年度             | クラブ             | 背番号           | リーグ           | 出場             | 得点             | 出場             | 得点             | 出場             | 得点             | 出場             | 得点             |
| ウルグアイ       | ウルグアイ         | ウルグアイ       | ウルグアイ       | リーグ戦         | リーグ戦         | リーグ杯         | リーグ杯         | オープン杯       | オープン杯       | 期間通算         | 期間通算         |
| ---------------- | ------------------ | ---------------- | ---------------- | ---------------- | ---------------- | ---------------- | ---------------- | ---------------- | ---------------- | ---------------- | ---------------- |
| 2016             | レンティスタス     |                  | セグンダ         | 3                | 1                | -                | -                | -                | -                | 3                | 1                |
| 2017             | レンティスタス     |                  | セグンダ         | 14               | 6                | -                | -                | -                | -                | 14               | 6                |
| 2017             | ボストン・リーベル | 30               | プリメーラ       | 9                | 0                | -                | -                | -                | -                | 9                | 0                |
| 2018             | ボストン・リーベル | 2                | プリメーラ       | 18               | 0                | -                | -                | -                | -                | 18               | 0                |
| スペイン         | スペイン           | スペイン         | スペイン         | リーグ戦         | リーグ戦         | 国王杯           | 国王杯           | オープン杯       | オープン杯       | 期間通算         | 期間通算         |
| 2019-20          | バルセロナ         | 33               | ラ・リーガ       | 6                | 0                | 0                | 0                | -                | -                | 6                | 0                |
| 2020-21          | バルセロナ         | 4                | ラ・リーガ       | 24               | 2                | 4                | 0                | -                | -                | 28               | 2                |
| 2021-22          | バルセロナ         | 4                | ラ・リーガ       | 30               | 4                | 2                | 0                | -                | -                | 32               | 4                |
| 2022-23          | バルセロナ         | 4                | ラ・リーガ       | 22               | 0                | 4                | 1                | -                | -                | 26               | 1                |
| 2023-24          | バルセロナ         | 4                | ラ・リーガ       | 25               | 1                | 2                | 0                | -                | -                | 27               | 1                |
| 2024-25          | バルセロナ         | 4                | ラ・リーガ       | 12               | 1                | 4                | 0                | -                | -                | 16               | 1                |
| 通算             | ウルグアイ         | ウルグアイ       | セグンダ         | 17               | 7                | -                | -                | 0                | 0                | 17               | 7                |
| 通算             | ウルグアイ         | ウルグアイ       | プリメーラ       | 27               | 0                | -                | -                | 0                | 0                | 27               | 0                |
| 通算             | スペイン           | スペイン         | ラ・リーガ       | 119              | 8                | 16               | 1                | -                | -                | 135              | 9                |
| 総通算           | 総通算             | 総通算           | 総通算           | 163              | 15               | 16               | 1                | 0                | 0                | 179              | 16               |

### 代表
| ウルグアイ代表 | 国際Aマッチ | 国際Aマッチ |
| 年             | 出場        | 得点        |
| -------------- | ----------- | ----------- |
| 2020           | 1           | 0           |
| 2021           | 4           | 0           |
| 2022           | 7           | 0           |
| 2023           | 4           | 1           |
| 2024           | 4           | 0           |
| 2025           | 3           | 0           |
| 通算           | 23          | 1           |

### 得点
| 得点 | 日時           | 場所                               | キャップ | 相手         | スコア | 結果 | 大会                              |
| ---- | -------------- | ---------------------------------- | -------- | ------------ | ------ | ---- | --------------------------------- |
| 1    | 2023年11月17日 | ブエノスアイレス、ラ・ボンボネーラ | 15       | アルゼンチン | 1-0    | 2-0  | 2026 FIFAワールドカップ・南米予選 |

## タイトル

### クラブ
バルセロナ
- ラ・リーガ（2022-23, 2024-25）[16][17]
- コパ・デル・レイ（2020-21, 2024-25）
- スーペルコパ・デ・エスパーニャ（2022-23, 2024-25）

### 個人
- ラ・リーガ シーズン優秀選手（2021-22, 2023-24）